# Columbus Delano
Pour les articles homonymes, voir Delano.
Columbus Delano, né le 4 juin 1809 à Shoreham (Vermont) et mort le 23 octobre 1896 à Mount Vernon (Ohio), est un avocat et homme politique américain. Membre du Parti national-républicain, du Parti whig puis du Parti républicain, il est représentant de l'Ohio entre 1845 et 1847, entre 1865 et 1867 puis entre 1868 et 1869, et secrétaire à l'Intérieur entre 1870 et 1875 dans l'administration du président Ulysses S. Grant.

## Biographie
Il est membre de la famille Delano, descendante du huguenot Philippe de La Noye (1602-1681).
Il est secrétaire à l'Intérieur du président Ulysses Grant de 1870 à 1875, fonction alors aux responsabilités croissantes dans des États-Unis encore en cours de construction. Il doit démissionner à la suite de révélations de trafic d'influence de son fils, John Delano.
Il est en particulier victime de la polémique lancée avec succès par James Gordon Bennett senior, le propriétaire du quotidien New York Herald. Ralph Meeker, journaliste d'investigation travaillant pour ce quotidien, s'était lié avec le général Custer, qui lui avait transmis des informations sur les affaires de corruption concernant la gestion effectué par le Bureau des affaires indiennes.
Les révélations du quotidien américain sur les trafics d'influences, publiées à l'occasion d'une série de grands articles, de juin à octobre 1875, ont abouti à la chute conjointe du secrétaire à l'Intérieur et du secrétaire à la Guerre William W. Belknap, les deux autorités de tutelle du Bureau des affaires indiennes.
Avec quelques autres politiciens, il s'associe à l'établissement bancaire  de Jay Cooke pour s'emparer de la direction des Travaux publics du district de Columbia et y détourner 17 millions de dollars via des contrats frauduleux.

## Hommage
La ville de Delano en Californie a été nommée en son honneur.